# Karel Oomen
Karel Oomen (Amberes, Bélgica; 16 de diciembre de 1932 – Schoten, Bélgica; 25 de noviembre de 2022) fue un luchador belga de lucha grecorromana que competía en la categoría de 73 kg y participó en los Juegos Olímpicos de Roma 1960.

## Resultados
| Categoría | Ronda Eliminatoria | Ronda Eliminatoria | Clasificación |
| Categoría | Preliminar I       | Preliminar II      | Posición      |
| --------- | ------------------ | ------------------ | ------------- |
| 73 kg     | Sachihiko Takeda P | Valeriu Bularca P  | 20.           |